# Bielsko (gromada)
Bielsko (od 1 I 1960 Międzychód) – dawna gromada, czyli najmniejsza jednostka podziału terytorialnego Polskiej Rzeczypospolitej Ludowej w latach 1954–1972.
Gromady, z gromadzkimi radami narodowymi (GRN) jako organami władzy najniższego stopnia na wsi, funkcjonowały od reformy reorganizującej administrację wiejską przeprowadzonej jesienią 1954 do momentu ich zniesienia z dniem 1 stycznia 1973, tym samym wypierając organizację gminną w latach 1954–1972.
Gromadę Bielsko z siedzibą GRN w Bielsku utworzono – jako jedną z 8759 gromad na obszarze Polski – w powiecie międzychodzkim w woj. poznańskim, na mocy uchwały nr 29/54 WRN w Poznaniu z dnia 5 października 1954. W skład jednostki weszły obszary dotychczasowych gromad Bielsko, Zatom Stary i Kolno (bez kilku parcel, włączonych do nowo utworzonej gromady Kamionna), ponadto miejscowość Dzięcielin (osada) z dotychczasowej gromady Wielowieś oraz miejscowość Kolno (leśniczówka) z dotychczasowej gromady Międzychód-Nadleśnictwo – ze zniesionej gminy Międzychód w tymże powiecie. Dla gromady ustalono 11 członków gromadzkiej rady narodowej.
Gromadę zniesiono 1 stycznia 1960 w związku z przeniesieniem siedziby GRN z Bielska do Międzychodu i zmianą nazwy jednostki na gromada Międzychód.